# Max von der Grün

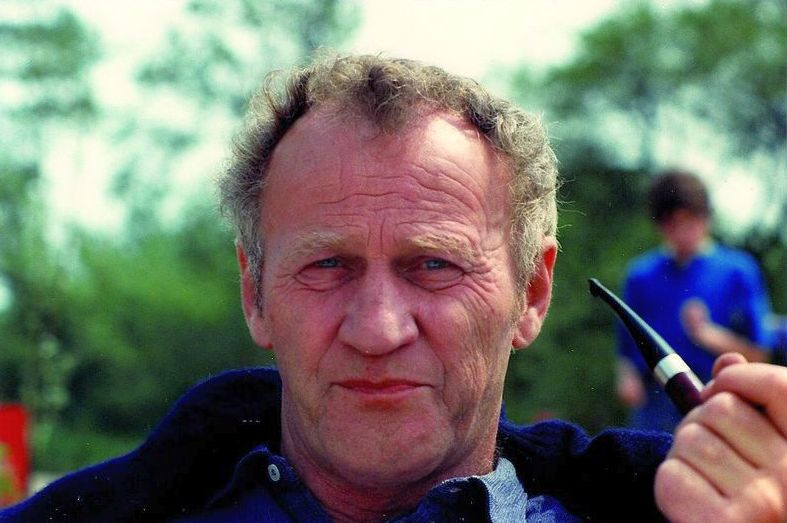
Max von der Grün (undatiert)

Max von der Grün (geboren am 25. Mai 1926 in Bayreuth; gestorben am 7. April 2005 in Dortmund) war ein deutscher Schriftsteller.

## Leben

### Kindheit und Jugend

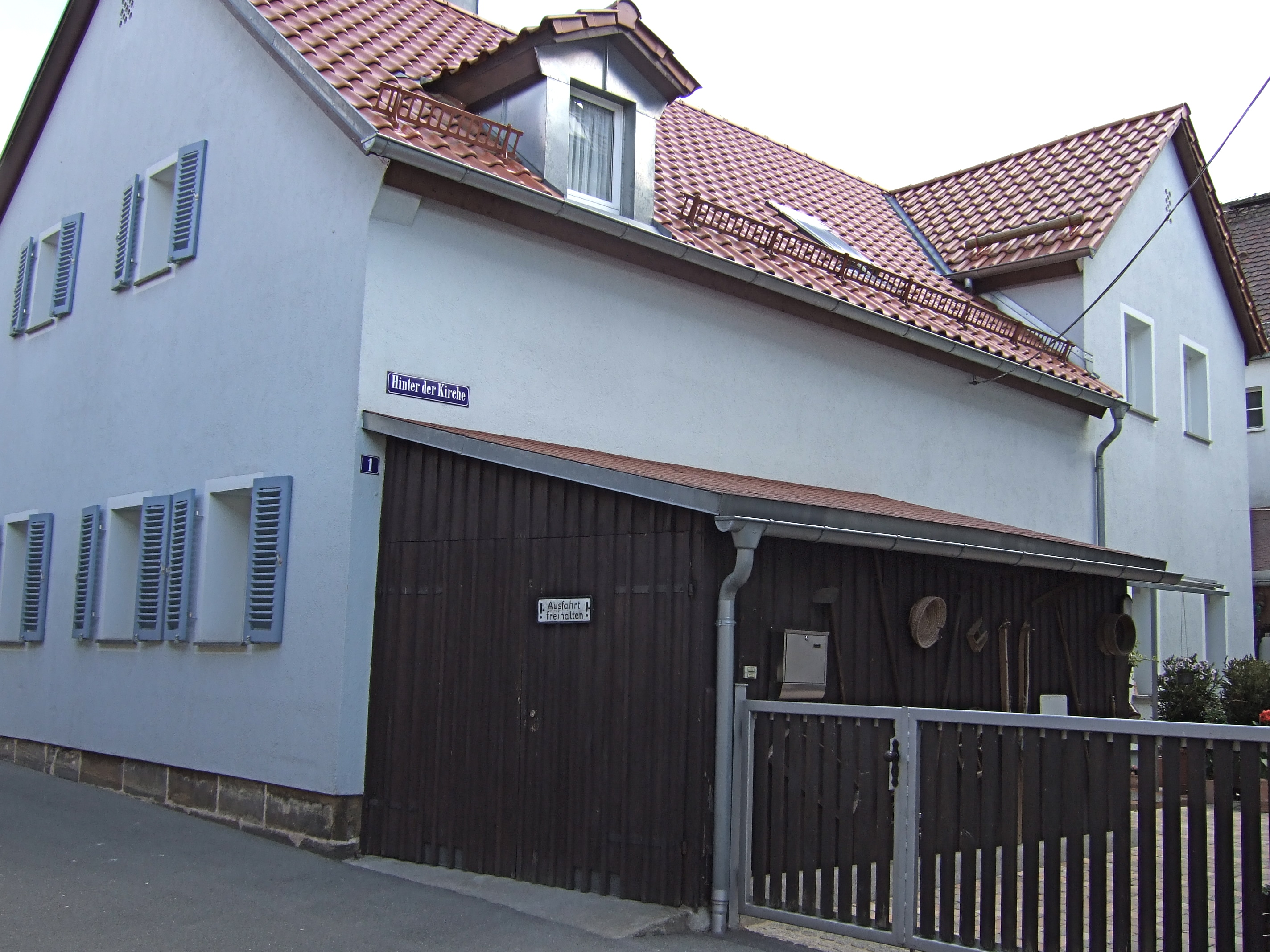
Geburtshaus Max von der Grüns (Hinterhaus des Anwesens Hinter der Kirche 1 in Bayreuth)

Max von der Grün kam als Sohn der Dienstmagd Margarete von der Grün (1901–1975) im Bayreuther Stadtteil Sankt Georgen, im Hinterhaus des Anwesens „Hinter der Kirche“ Nr. 1, unehelich zur Welt. Sein leiblicher Vater, der Knecht Adam Lauterbach (1906–1945), erkannte die Vaterschaft 1926 an, gründete aber 1932 eine andere Familie. Aufgrund der prekären wirtschaftlichen Verhältnisse der allein erziehenden Mutter kam Max schon bald in die Obhut seiner Großeltern in Schönwald in Oberfranken. Der Großvater Johann von der Grün (1873–1941) lebte in den 1920er-Jahren mit seiner Familie mit vier eigenen Kindern in einer Zwei-Zimmer-Wohnung. Zwischenzeitlich konnte die Mutter Max zu sich nehmen. Aber er wurde 1933 in Schönwald eingeschult. Margarete von der Grün lernte in der Zwischenzeit den Schuster ohne Meisterbrief Albert Mark (1901–1965) kennen. Da Mark zu dieser Zeit tschechoslowakischer Staatsbürger war und verdächtigt wurde, Kommunist zu sein, wurde ihm der Aufenthalt in Bayern 1933 nicht genehmigt. Er zog nach Paulusbrunn in Böhmen. Dorthin folgte ihm Margarete, wo die beiden am 14. August 1933 heirateten. Max von der Grün zog ebenfalls nach Paulusbrunn. Während seine Mutter den Namen ihres Mannes annahm, wurde Max nicht vom Stiefvater adoptiert und behielt deshalb den Namen von der Grün. Trotz guter Noten konnte er vermutlich aufgrund der Armut der Eltern keine höhere Schule besuchen.
Die Familie war evangelischer Konfession in einem katholischen Umfeld. Der Stiefvater war zudem bei den „ernsten Bibelforschern“, einer von den Zeugen Jehovas abgegrenzten Gruppe, verwurzelt. Max von der Grün gab später an, er sei streng lutherisch erzogen worden. Sein Vater habe mit ihm Bibelstunden abgehalten. Einen Einfluss der Sekte auf sich konnte er aber nicht feststellen. Als Paulusbrunn nach dem Münchner Abkommen zu Deutschland kam, wurde Albert Mark wegen Schmuggels verbotener Schriften in Schutzhaft genommen und vom 14. Oktober bis 12. November 1938 im KZ Dachau inhaftiert. Max kam wieder zu den Großeltern nach Schönwald, während seine Mutter zu ihrer Schwiegermutter nach Mitterteich zog. Der Stiefvater tauchte nach seiner Haftentlassung unter und schlug sich mit Gelegenheitsarbeiten auf Wanderschaft durch. Ein enges Verhältnis zu seinem Stiefvater hatte Max von der Grün nicht.
Nach dem Abschluss der Volksschule begann von der Grün 1941 eine kaufmännische Lehre in den Rosenthal Porzellanfabriken in Selb und Marktredwitz. Im Spätherbst 1941 verlor er die Lehrstelle, weil er mit Schulfreunden einen Streich verübt und zu mehrwöchigem Jugendarrest verurteilt worden war. Er musste zu seiner Mutter ziehen. Er gehörte weder Jungvolk noch Hitlerjugend an und wurde am 28. August 1943 zum Reichsarbeitsdienst eingezogen. Von dort meldete er sich freiwillig zu den Fallschirmjägern und wurde in der 2. Fallschirmjäger-Division zum Funker ausgebildet. Anfang August 1944 wurde Max von der Grün bei Quimper in der Bretagne gefangen genommen. Als Kriegsgefangener kam er über Schottland nach Monroe in Louisiana. Als Kriegsgefangener arbeitete er als Landarbeiter, als Holzfäller, im Steinbruch und im Bergbau. Am 10. August 1946 war er zurück in Mitterteich.

### Angaben der autobiographischen Schriften
Biographische Darstellungen des Lebens Max von der Grüns haben sich lange an seinen Selbstauskünften und autobiographischen Schriften orientiert. So veröffentlichte von der Grün 1979 Wie war das eigentlich? Kindheit und Jugend im Dritten Reich. Diese Dokumente enthalten teils unpräzise, teils verklärende und teils falsche Angaben, die von der Grün zeitlebens nicht korrigierte. So gab von der Grün an, das Kind von Albert von der Grün zu sein; seine Mutter sei eine geborene Mark. Seine Jahre in Paulusbrunn verschwieg er. Er gab an, die höhere Schule nach der Verhaftung seines Stiefvaters verlassen zu haben, die aber tatsächlich erst über ein Jahr später erfolgte. Lebenslang erzählte er die Legende, sein Stiefvater sei bis 1945 im KZ Flossenbürg inhaftiert gewesen. Dabei deutet von der Grün in der Erzählung Grenze (1965) und dem autobiographischen Roman Zwei Briefe an Pospischiel (1968) an, die Wahrheit zu kennen. Er verschwieg seine Jugendstrafe. Als Ende seiner Kriegsgefangenschaft gab er 1948 an. Der Literaturwissenschaftler Rüdiger Scholz erkennt bei von der Grün „eine gewisse Verklärung der harten Verhältnisse, unter denen er aufgewachsen ist“. Von der Grün habe es darauf angelegt, „die reale Biographie seiner Jugend in Franken mit der Aura einer Märchengeschichte zu umgeben und damit die Härte des wirklichen Lebens zu mildern. […] Er hat seine Familie durch Korrekturen der Wirklichkeit zu einer Familie der vorzeigbaren Normalität stilisiert.“

### Leben im Ruhrgebiet
Zunächst versuchte von der Grün in der bayerischen Heimat Fuß zu fassen. Er arbeitete zunächst als kaufmännischer Angestellter in Marktredwitz, wechselte aber wegen besserer Verdienstmöglichkeiten und Beilagen im August 1948 auf den Bau. Nach dem Bankrott der Firma wurde er im Januar 1951 arbeitslos. Nach einer kurzen Tätigkeit in der Bibliothek eines Zisterzienserklosters ließ er sich nach einem halben Jahr für den Ruhrbergbau anwerben und legte zunächst als Schlepper auf der Zeche Königsborn II/V in Heeren bei Unna an. Er wurde Hauer und nach einem Unfall 1954 Grubenlokomotivführer. Seine Freundin Lieselotte folgte ihm ins Ruhrgebiet. Die beiden heirateten 1953; die erste Tochter wurde 1955 geboren.
Während der Zeit im Bergbau wurde von der Grün zweimal bei der Arbeit verschüttet. Bereits 1955 unternahm er erste Schreibversuche. Die Erfahrung des Eingeschlossenseins unter Tage verarbeitete er literarisch in seinem 1960 beendeten ersten Roman Männer in zweifacher Nacht, mit dem ihm 1962 ein Achtungserfolg gelang. Kritiker sahen in dem Werk „eine unglaubliche Beschimpfung der Bergbaubeamten und Aufwiegelung zum Kampf gegen Ordnung und Disziplin“. 1959 machte er die Bekanntschaft mit dem Direktor der Dortmunder Bibliotheken, Fritz Hüser, der sein Mentor wurde und auch den Kontakt zum Paulus-Verlag vermittelte. Obwohl von der Grün für seinen ersten Roman lange Zeit keinen Verleger finden konnte, ließ er sich nicht vom Schreiben abhalten. So erschien bereits ein Jahr später sein nächster Roman Irrlicht und Feuer, der ihm 1963 den Durchbruch als Schriftsteller brachte.
Max von der Grün war verheiratet und Vater einer Tochter und eines Sohnes. Er lebte von 1963 bis zu seinem Tod 2005 als freier Schriftsteller in Dortmund-Lanstrop. Bei – eigener Aussage nach – zu seltenen Besuchen bei seiner Mutter besuchte er, der Jean Paul als „einen großen Dichter der Deutschen“ bezeichnete, auch seine Geburtsstadt Bayreuth. Mit der Stadt, die er „vielleicht schöner als andere“ nannte, konnte er sich aber nicht anfreunden. Im Jahr 1983 lehnte der Bayreuther Stadtrat die Verleihung des örtlichen Kulturpreises an ihn mit 21 gegen 18 Stimmen mehrheitlich ab.
Max von der Grün wurde auf dem Bezirksfriedhof Dortmund-Scharnhorst beerdigt.

## Werk und Wirken
In seinen Büchern beschäftigte sich Max von der Grün mit der Arbeitswelt und aktuellen politischen, privaten sowie auch sozialen Problemen. Er gilt deshalb als einer der wichtigsten deutschen Vertreter der Literatur der Arbeitswelt in der Nachkriegszeit. Seine Werke wurden zum Teil mehrfach verfilmt und in zahlreiche Sprachen übersetzt.
Einer größeren Öffentlichkeit bekannt wurde von der Grün 1963 mit dem Roman Irrlicht und Feuer, in dem er die schlechten Arbeitsbedingungen der Kumpel in den Zechen beschrieb und die Auswüchse des Leistungsdenkens und der Konsumgesellschaft anprangerte. Fortan widmete sich von der Grün ganz seiner schriftstellerischen Tätigkeit. In seinem 1974 veröffentlichten Roman Stellenweise Glatteis übte er Kritik an Gewerkschaftsvertretern und der Industrie. Bereits vor dem Erscheinen dieses Werks wurde eine regelrechte Kampagne gegen den Autor entfacht. Bösartige Kritiker warfen ihm vor, er habe sich nur durch Podiumsdiskussionen ins Rampenlicht „gekumpelt“. In den Augen der Gewerkschaft waren seine Arbeiten „untypisch, nämlich resignierend-pessimistisch, antigewerkschaftlich, schlicht Träger eines falschen Bewusstseins“.
Sein Jugendbuch Vorstadtkrokodile (1976), das von einem querschnittgelähmten Jungen, der Mitglied einer Kinderbande werden will, und deren Abenteuern handelt, machte ihn auch bei jüngeren Lesern populär. Das Buch wird heute noch in vielen (Grund-)Schulen Deutschlands, Österreichs und der Schweiz gelesen. Für die Verfilmung durch den WDR, in der neben jugendlichen Laiendarstellern aus der Region auch bekannte Schauspieler wie Eberhard Feik, Martin und Willy Semmelrogge mitwirkten, erhielt Drehbuchautor von der Grün 1978 im Rahmen des Fernsehfestivals Prag den Preis der Prager Fernsehzuschauer. Regisseur Wolfgang Becker wurde 1977 mit der Goldenen Kamera bedacht. 2009 erreichte eine Neuverfilmung des Stoffs unter dem Titel Vorstadtkrokodile eine neue Generation von jungen Zuschauern, die 2010 mit dem Deutschen Filmpreis als Bester Kinderfilm ausgezeichnet wurde und in Vorstadtkrokodile 2 eine Fortsetzung fand. 2011 kam mit Vorstadtkrokodile 3 eine weitere Fortsetzung in die deutschen Kinos.
Zahlreiche weitere Werke von Max von der Grün dienten als Vorlage für Fernsehfilme. Bereits 1966 entstand in der DDR eine Fernsehfassung von Irrlicht und Feuer durch den Deutschen Fernsehfunk (DFF). 1970 wurde der Roman Zwei Briefe an Pospischiel mit Günther Simon als Paul Pospischiel für den DFF verfilmt, ein Jahr später verkörperte dann Eberhard Fechner jene Rolle in dem gleichnamigen Fernsehfilm im ZDF. 1975 entstand, inszeniert von Wolfgang Petersen, der Film Stellenweise Glatteis mit Günter Lamprecht in der Rolle des Karl Maiwald, der eine betriebsinterne Abhöraktion aufdeckt und doch scheitert. Der Stoff wurde vom Autor selbst für das Fernsehen adaptiert. Aus dessen Feder stammte auch das Fernsehspiel Späte Liebe, für das von der Grün 1978 mit dem Wilhelmine-Lübke-Preis des Kuratoriums Deutsche Altershilfe ausgezeichnet wurde. Auch für Alexander von Eschweges Verfilmung von Flächenbrand aus dem Jahr 1981, in der Horst Frank die Hauptrolle spielte, zeichnete von der Grün für das Drehbuch verantwortlich. Der Jugendroman Friedrich und Friederike lieferte die Vorlage für eine mehrteilige Fernseh-Serie, die – ebenfalls unter der Regie von Alexander von Eschwege – 1988 im Vorabendprogramm der ARD ausgestrahlt wurde.
Von der Grün war 1961 eines der Gründungsmitglieder der Dortmunder Gruppe 61 und von 1964 bis zu seinem Tod Mitglied des PEN-Zentrums der Bundesrepublik Deutschland. Auf dem Schriftstellerkongress in Berlin wurde er im Mai 1986 als Beisitzer in den Bundesvorstand des Verbandes deutscher Schriftsteller, heute in ver.di, gewählt und hatte dieses Amt bis September 1987 inne.
Im Bielefelder Pendragon-Verlag erschien eine auf zehn Bände angelegte Werkausgabe, deren erste Bände, Männer in zweifacher Nacht und Zwei Briefe an Pospischiel, im März 2009 herauskamen.
Der Nachlass Max von der Grüns befindet sich im Fritz-Hüser-Institut für Literatur und Kultur der Arbeitswelt in Dortmund. Im Jahr 2026 wird die Fritz Hüser-Gesellschaft eine Reihe von Veranstaltungen durchführen, um an den 100. Geburtstag Max von der Grüns zu erinnern.

## Auszeichnungen
- 1966: Goldenes Lorbeerblatt des Deutschen Fernsehfunks (DFF) für die Verfilmung von Irrlicht und Feuer
- 1973: Preis der Stadt Nürnberg
- 1978: Preis der Prager Fernsehzuschauer beim Fernsehfestival Prag für die Verfilmung von Vorstadtkrokodile
- 1979: Wilhelmine-Lübke-Preis des Kuratoriums Deutsche Altershilfe für das Fernsehspiel Späte Liebe
- 1981: Annette-von-Droste-Hülshoff-Preis
- 1982: Reinoldus-Plakette der Stadt Dortmund
- 1985: Gerrit-Engelke-Preis der Stadt Hannover
- 1987: Ehrenring der Stadt Dortmund
- 1988: Literaturpreis Ruhr
- 1991: Verdienstorden des Landes Nordrhein-Westfalen[7]
- 1998: Kogge-Literaturpreis der Stadt Minden

## Ehrungen

Die Gedenktafel für Max von der Grün befindet sich am falschen Haus

Platzbenennung nach Max von der Grün in Dortmund

- Im Bayreuther Ortsteil Kreuzstein wurde eine Straße nach Max von der Grün benannt.
- In Bönen wurde ein Teil der ehemaligen Bahntrasse der Klöcknerbahn und des heutigen Radwegs in Max-von-der-Grün-Weg umbenannt. Diese Bahntrasse ist einer der Schauplätze von Irrlicht und Feuer.
- In Dortmund wurde nach längerer Diskussion um einen geeigneten Ort im November 2011 von der Bezirksvertretung Innenstadt-West beschlossen, den exponierten Platz zwischen Hauptbahnhof und Katharinentreppe, an dem sich auch die Zentralbibliothek der Stadt- und Landesbibliothek Dortmund befindet, Max-von-der-Grün-Platz zu nennen. Das Straßenschild wurde am 20. Dezember 2011 von Jennifer von der Grün, Witwe des Schriftstellers, enthüllt.[8]
- Nach Max von der Grün wurden mehrere Schulen benannt: in Flensburg, Olpe, Merchweiler und Viersen-Süchteln.
- Im Mai 2012 wurde eine Gedenktafel zum Geburtshaus Max von der Grüns angebracht. Die Tafel hängt jedoch am Vorderhaus des Anwesens. Tatsächlich kam  Max von der Grün im Hinterhaus zur Welt.[9]

## Werke
Romane
- Männer in zweifacher Nacht. Paulus-Verlag, Recklinghausen 1962
- Irrlicht und Feuer. Paulus-Verlag, Recklinghausen 1963
- Zwei Briefe an Pospischiel. Luchterhand, Darmstadt/Neuwied 1968
- Stellenweise Glatteis. Luchterhand, Darmstadt/Neuwied 1973
- Flächenbrand. Luchterhand, Darmstadt/Neuwied 1979
- Die Lawine. Luchterhand, Darmstadt/Neuwied 1986
- Springflut. Luchterhand, Frankfurt am Main 1990

Erzählungen
- Fahrtunterbrechung und andere Erzählungen. Europäische Verlags-Anstalt, Frankfurt am Main 1965
- Urlaub am Plattensee. Verlag Eremiten-Presse, Stierstadt im Taunus 1970
- Am Tresen gehn die Lichter aus. Verlag Eremiten-Presse, Stierstadt im Taunus 1972
- Stenogramm. Erzählungen. Verlag Eremiten-Presse, Düsseldorf 1972
- Ein Tag wie jeder andere. Bericht. Verlag Eremiten-Presse, Düsseldorf 1973
- Ein Tag wie jeder andere/Reisen in die Gegenwart/Nach Südiler und zurück. dtv, München 1978
- Die Entscheidung. Erzählungen. Klett, Stuttgart 1979
- Etwas außerhalb der Legalität und andere Erzählungen. Luchterhand, Darmstadt/Neuwied 1980
- Späte Liebe. Erzählung. Luchterhand, Darmstadt/Neuwied 1982
- Waldläufer und Brückensteher. Erzählungen. Reclam, Stuttgart 1987
- Fahrt in den Morgen. Erzählungen. dtv, München 1994
- Die Saujagd und andere Vorstadtgeschichten. Luchterhand, München 1995

Kinder- und Jugendbücher
- Vorstadtkrokodile. Eine Geschichte vom Aufpassen. Bertelsmann, München 1976
- Friedrich und Friederike. Luchterhand, Darmstadt/Neuwied 1983
- Die schöne Unbekannte. Storys. Rowohlt, Reinbek bei Hamburg 1997

Autobiografisches
- Wenn der tote Rabe vom Baum fällt. Bertelsmann, München [u. a.] 1975
- Wie war das eigentlich? Kindheit und Jugend im Dritten Reich. Mit einer Dokumentation von Christel Schütz, Luchterhand, Darmstadt/Neuwied 1979; Taschenbuchausgabe dtv, München 1995[10]
- Klassengespräche. Aufsätze, Reden, Kommentare. Luchterhand, Darmstadt/Neuwied 1981
- Das Revier. Eine Liebeserklärung. Harenberg-Edition, Dortmund 1988 (zusammen mit Peter Iwers)
- Eine Jugend in Franken. Wallstein-Verlag, Göttingen 1990

Weitere Veröffentlichungen
- Feierabend. Dreh- und Tagebuch eines Fernsehfilms. Paulus-Verlag, Recklinghausen 1968 (zusammen mit Hans Dieter Schwarze)
- Flug über Zechen und Wälder. Nordrhein-Westfalen, Land der Gegensätze. Westermann, Braunschweig 1970
- Menschen in Deutschland (BRD). 7 Porträts. Luchterhand, Darmstadt/Neuwied 1973
- Leben im gelobten Land. Gastarbeiterporträts. Luchterhand, Darmstadt/Neuwied 1975
- Unsere Fabrik. (Fotoband) Bucher, Luzern/Frankfurt am Main 1979 (mit Oren Schmuckler (Fotografie) und Günter Wallraff (Text))
- Unterwegs in Deutschland. Rowohlt, Reinbek bei Hamburg 1980
- Maloche. Leben im Revier. Eichborn, Frankfurt am Main 1982 (Fotobuch mit der Gruppe Anthrazit)
- Unser schönes Nordrhein-Westfalen. Von Menschen und Natur, von Kohle und Kultur. Umschau-Verlag, Frankfurt am Main 1983

Werkausgaben
- Ausgewählte Werke. Moskau 1984
- Werke in 10 Bänden. Pendragon, Bielefeld 2009

## Herausgeberschaft
- Aus der Welt der Arbeit. Almanach der Gruppe 61 und ihrer Gäste. Luchterhand, Neuwied/Berlin 1966 (mit Fritz Hüser, in Zusammenarbeit mit Wolfgang Promies)
- Mein Lesebuch. Fischer-Taschenbuch-Verlag, Frankfurt am Main 1980
- Geschichten aus der Arbeitswelt I. Baulino Verlag GmbH, 1982
- Geschichten aus der Arbeitswelt II. Europa, Wien [u. a.] 1984
- Geschichten aus der Arbeitswelt III. Baulino Verlag GmbH, 1989
- Geschichten aus der Arbeitswelt 4. Löcker Verlag, Wien 1993
- Geschichten aus der Arbeitswelt 5. Löcker Verlag, Wien 1997

## Multimedia
- Vorstadtkrokodile. Eine Geschichte vom Aufpassen. Audio-CD. Patmos, Düsseldorf 1995 (zugleich Audio-Kassette)
- Vorstadtkrokodile. CD-ROM für Windows 95/98/NT/2000/XP [Lernmaterialien] Audio-CD. Co.Tec-Verlag 2005
- Vorstadtkrokodile. Eine Geschichte vom Aufpassen. 3 CDs. Gelesen von Richy Müller. Argonauten bei Random House, Köln 2006

## Verfilmungen
- Irrlicht und Feuer (DFF, 21. und 23. August 1966; ARD, 17. und 18. Juni 1968)
- Skizzen aus dem deutschen Alltag. Der Mann am Schaltpult (ARD, 29. Januar 1967)
- Ostende (ebd., 8. April 1968)
- Feierabend (ZDF, 1. Mai 1968)
- Schichtwechsel. Fernsehspiel (ARD, 29. September 1968; Whg. 8. Mai 1970)
- Aufstiegschancen (ebd., 17. Juni 1971)
- Zwei Briefe an Pospischiel (DFF, 22. November 1970; Neuinszen. ZDF, 13. Oktober 1971)
- Stellenweise Glatteis (ARD, 20. und 22. Juni 1975)
- Die Vorstadtkrokodile (ebd., 25. Dezember 1977)
- Späte Liebe (ebd., 26. April 1978)
- Über Tage, unter Tage. Gesichter des Ruhrgebiets (ZDF-Serie Beschreibungen vom 17. Februar 1980) [mit U. Wöhning]
- Flächenbrand (ARD, 12. April 1981)
- Teutonia Lanstrop (ZDF: Der Sport-Spiegel, 2. November 1984) [mit K.-H. Erfurt]
- Friedrich und Friederike. Fernseh-Serie (ARD, 1988)
- Vorstadtkrokodile (Neuverfilmung 2009)

## Sonstiges
Oper
- Brot und Spiele. Ruhroper. Von Günther Wiesemann. Libretto v. Max von der Grün (UA Opernhaus Dortmund, 15. April 1989)

Rundfunkarbeiten
- Ruhrgebiet? Was ist das? Gedanken zur Zeit (WDR 1, 6. Juni 1965)
- Am Tresen gehn die Lichter aus. Wenn die Zeche schließt (WDR 2, 4. Dezember 1965)
- Smog. Hörspiel (WDR 1966), zuletzt gesendet von WDR 5, 2. März 2010
- Bonn ist gar nicht so weit. Der Wähler und die Politik (WDR 2, 2. April 1966)
- Wenn der Nebel kommt. Menschen am Rande der Gesellschaft (WDR 2, 20. November 1966)
- „Ach, Sie kommen aus dem Ruhrgebiet?“ Ein Dortmunder in Dresden (WDR 2, 12. August 1967)
- Dortmund, Liebeserklärung an eine Stadt, die ich nicht liebe (WDR 2, 7. Oktober 1967)
- Abseits vom Wege. Besuch in Flossenbürg (WDR 2, 19. November 1967)
- Stichworte bei meiner Lektüre (hr 2, 25. Januar 1968)
- Der Unfall. I. Urlaub am Plattensee. Eine Erzählung (hr 1, 17. November 1968)
- Ein Tag wie jeder andere. Als Schriftsteller im Ruhrgebiet (WDR 2, 15. Dezember 1968)
- Wer steuerte wen? Automation und Mensch. Beobachtungen am Arbeitsplatz (hr 2, 9. Januar 1970); gek. Fass.: WDR, 14. März 1970; leicht modifiziert: Wer steuerte wen? Mensch und Automation (DLF, 25. März 1974)
- Nach dem jüngsten Streik. Haben die Betriebsrats- und Gewerkschaftsfunktionäre das Vertrauen der Arbeiter verloren? Eine Untersuchung. (NDR, 6. Februar 1970; WDR 2, 9. Februar 1970)
- Man lebt nicht irgendwo. Zeitungsleser im Revier (WDR 2, 10. Oktober 1970)
- Wenn der Abend kommt (hr 1973; RIAS Berlin, 9. Dezember 1973 sowie SDR, DLF, WDR/NDR)
- Nach Südiler und zurück. Wenn türkische Arbeiter Ferien machen (WDR 3, 19. Januar 1974)
- Die Absturzstelle (SWF 1976), zuletzt gesendet von WDR 5, 24. September 2005
- Vorstadtkrokodile (WDR 1977)

Theater
- Notstand oder Das Straßentheater kommt (UA Ruhrfestspielhaus Recklinghausen, 8. Januar 1969; Regie: H. D. Schwarze; Westf. Landestheater Velbert, 30. April 1971 [erarbeitet im Autorenkollektiv])
- Vorstadtkrokodile (Westf. Landestheater Castrop-Rauxel; UA Siegburg an der Lahn, 23. Oktober 1981)